# تبرک سفلی
تبرک سفلی روستایی است در شهرستان کوهرنگ، بخش بازفت، استان چهارمحال و بختیاری.
روستای تبرک سفلی یکی از مناطق خوش آب و هوای شهرستان کوهرنگ است که هرساله میزبان گردشگران زیادی از اصفهان و خوزستان و سایر نقاط کشور است.
این روستا به دلیل برخورداری از منابع فراوان آب محل مناسبی برای پرورش ماهیان سردابی به خصوص قزل آلا ست.
روستا به دلیل دارا بودن آب و هوای معتدل و خنک در فصول گرم سال نیز پذیرای عشایر غیور ایل بختیاری نیز میباشد.
وجود رودخانه ی تبرک و همچنین چشمه ها و مراتع و جنگل های درخت بلوط بر زیبایی و چشم نوازی این روستا افزوده است که این عوامل خود بستر ورود گردشگران و مهمانان را به این روستا مهیا کرده است.
عمده و اکثر مردم این روستا از طایفه ی موری بوده ک از همان اوایل پیدایش روستا و پس از این که کوچ عشایری خود را ترک نمودن در این روستا ساکن و زمینه ی پیدایش روستا را به وجود اوردند.
بافت اولیه ی روستا شامل یک جاده ی اصلی ک از وسط روستا میگذرد و به روستا هایی نطیر قلعه تبرک، تلخدان،سه جو،گوشیر،بناب و.. ختم میشود و و دو کوچه ی اصلی به نام های شهید خداوردی که مسجد روستا و راه ارتباطی به روستای چم غریب و کوچه ی قائم که به دبستان منتظرالقائم می‌رسد میباشد.
افزایش روز افزون جمعیت روستا زمینه ساز به وجود امدن شهرکی در ورودی روستا شده ک هم اکنون ساخت و ساز های جدیدی در این مکان صورت میگرد هم چنین مناطقی همچون لارمنده و مَلا نیز از این غائله مستثنی نیستند ک دس خوش ساخت و ساز های انسانی و پهناور شدن روستای تبرک سفلی شده اند.
همانطور ک شغل عمده ی مردان و جوانان این روستا کشاورزی خُرد و بدون مازاد میباشد زنان روستا نیز پا به پای مردان علاوه بر کار های کشاورزی به پروش دام نظیر گاو و گوسفند و طیوری همچون مرغ به جهت رفع نیاز خانوار مشغول اند.
کمیت جمعیت باعث محدودیت نیست ،این روستا جوانان ارزنده ای را طی سال های اخیر به رشد رسانیده که در زمینه های مختلفت در خدمت مردم و خدمتگذار دولت هستن که خود نوعی به پیشرفت منطقه کمک میکند.
نویسندگان‌:سامان خداوردی
سعادت خداوردی.